# 三浦德子
三浦德子（日语：／ Miura Yoshiko，1949年—2023年11月6日），日本女性作詞家。本名。出身於青森縣弘前市。生前隸屬於UP-FRONT GROUP。另一個名義是。
她自1970年代末以來一直作為日本代表的作詞家之一而活躍，在1980年代，她作為作詞家的總銷量排名第4，僅次於松本隆、賣野雅勇、秋元康，並且是女性作詞家中的第1名。她的哥哥是文學評論家三浦雅士。

## 經歷
1949年，三浦德子出生於青森市。她在青森縣大鰐町生活，直到小學3年級，然後在八戶市長大。三浦德子在中學時期，哥哥三浦雅士就讀於青森縣立弘前高等學校，並在那裡作為寄宿生居住，在那之前，她和哥哥一起成長。
從青森縣立弘前中央高等學校畢業後，她移居東京，進入明治學院大學。大學畢業後，她擔任文案撰稿人，並於1977年以高田蜜惠單曲《硝子坂》（當時名義）的B面「DÔMO DÔMO」作為作詞家出道。1978年，三浦為石川瞳創作了出道歌曲「右向右」和她的第2首歌曲「胡桃鉗」，並為她贏得了當年的日本歌謠大獎。次年1979年，她向岩崎宏美提供的《萬花筒》獲得了日本唱片大獎金獎。同年為松原美紀創作的《午夜之門～Stay With Me》在2020年左右成為復興熱門歌曲，成為全球流行歌曲。1980年，她為松田聖子創作了出道單曲《裸足的季節》，此後她專門負責松田聖子的前5張單曲，這為她在當時的oricon排行榜上連續第1名的記錄奠定了基礎。除此之外，她也為柏原芳惠、早見優、堀智榮美、工藤靜香等多首歌曲作詞，並在1970年代末至1980年代的女性偶像歌手全盛時期佔據了熱門排行榜的位置。另外，她還為澤田研二、鄉裕美、田原俊彥、少年隊等男性偶像歌手，以及八神純子、濱田省吾、TUBE等創作歌手創作了多首熱門歌曲，以及負責Delicasuito形象歌曲的作詞。晚年隸屬於UP-FRONT GROUP，主要為早安家族、前傑尼斯（後來的STARTO ENTERTAINMENT）等偶像團體，以及NHK教育的兒童節目創作歌曲。
2023年11月6日凌晨1時21分，三浦德子因肺炎逝世。同月14日由UP-FRONT音樂出版公佈此事。享壽75歲。收錄在早安少女組。前成員佐藤優樹（後述）的單曲《Ding Dong/浪漫從不是我的風格》普通版C中的「塑膠世代」（2023年3月29日發行）成為她最後的作品。同年，她獲得第65屆日本唱片大獎特別功勞獎。

## 音樂性
- 三浦德子作詞的一個特點是注重能不能想出當時旋律想要的詞[12]，作詞家的工作就是抓住自己所遇到的一切，所以她經常被導演糾正，她說「當你憂慮時，你就會失去魅力，如果你擔心，客戶就會看穿你」[13][14]。不過，她也說「如果副歌唱得不好，我會一遍又一遍地重寫，直到滿意為止」[13]，她說作詞家的工作時間是這樣的，即使在走路時，她同時在想她在想什麼[14]。
- 她反對毫無意義地增加詞彙量，因為沒有人願意唱歌談論麻煩的事情，重點不在於詞彙的數量或質量，而在於單字組合的新效果[5]。
- 對於三浦的突破性作品「淡藍色的雨（日语：みずいろの雨）」，八神純子請了多位作詞家來作詞，所以這就是所謂的競爭創作。三浦在聽這首歌之前就已經決定了「淡藍色的雨」的主題。這是因為天藍色是日本人喜歡的顏色，流行歌曲也與雨有關。三浦說「當我聽到這首歌時，我對“淡藍色的雨”感到很高興」。她選擇用平假名寫的原因是因為如果用漢字寫它，圖像就會被固定。三浦說，祈使句在當時是不尋常的，這首歌可能是因為八神純子當時是個意志堅強的女孩而想到的[13]。

## 記錄
單曲銷售前15名
| 順位               | 歌名                             | 歌手       | 作曲家                                        | 售出份數 （萬枚） | 發行日期       |
| ------------------ | -------------------------------- | ---------- | --------------------------------------------- | ----------------- | -------------- |
| 1                  | CAT'S EYE                        | 杏里       | 小田裕一郎                                    | 82.0              | 1983年8月5日   |
| 2                  | 風是秋色/Eighteen                | 松田聖子   | 小田裕一郎 平尾昌晃                           | 79.7              | 1980年10月1日  |
| 3                  | Cherry blossom                   | 松田聖子   | 財津和夫                                      | 67.5              | 1981年1月21日  |
| 4                  | 藍色珊瑚礁                       | 松田聖子   | 小田裕一郎                                    | 60.3              | 1980年8月1日   |
| 5                  | 淡藍色的雨                       | 八神純子   | 八神純子                                      | 58.8              | 1978年9月5日   |
| 6                  | 夏之扉                           | 松田聖子   | 財津和夫                                      | 56.9              | 1981年4月21日  |
| 7                  | 紫色小鎮 ～你現在應該知道了～    | 八神純子   | 八神純子、雷·甘迺迪、傑克·康拉德、大衛·佛斯特 | 56.4              | 1980年7月21日  |
| 8                  | ZUTTO                            | 永井真理子 | 藤井宏一                                      | 54.6              | 1990年10月24日 |
| 9                  | 風暴的真面目                     | 工藤靜香   | 後藤次利                                      | 52.4              | 1989年5月3日   |
| 10                 | 我對你的感覺就像玫瑰玫瑰…        | 田原俊彥   | 筒美京平                                      | 36.5              | 1982年1月27日  |
| 11                 | STRIPPER                         | 澤田研二   | 澤田研二                                      | 36.4              | 1981年9月21日  |
| 12                 | Monica                           | 吉川晃司   | NOBODY                                        | 33.9              | 1984年2月1日   |
| 13                 | ZIG ZAG Seventeen/G 牛仔褲布魯斯 | 苦柿隊     | 井上大輔                                      | 33.5              | 1982年10月28日 |
| 14                 | 裸足的季節                       | 松田聖子   | 小田裕一郎                                    | 28.3              | 1980年4月1日   |
| 15                 | 萬花筒                           | 岩崎宏美   | 馬飼野康二                                    | 27.8              | 1979年9月15日  |
| 包括「亞伊林」名義 |                                  |            |                                               |                   |                |

## 作品

### 行
- 相崎進也（日语：あいざき進也）

- 愛田洋子

- 赤晃
  - Look out（日语：Look out）

- AKIRA & KOHJI（內海光司（日语：内海光司）與赤坂晃）
  - Mr.MIRACLE

- 陳美齡
  - （譯詞）
  - （作曲：武川行秀，作詞與奈良橋陽子（日语：奈良橋陽子）共同）
  - （譯詞）
  - （譯詞）
  - （譯詞）
  - （譯詞）
  - （譯詞）

- 麻丘南

- 淺香唯（日语：浅香唯）
  - 夏少女（日语：夏少女 (浅香唯の曲)）
  - TAKE IT EASY（日语：PRIDE (浅香唯のアルバム)）（亞伊林名義）
  - Be Yourself（日语：DREAM POWER）（亞伊林名義）

- 麻倉未稀（日语：麻倉未稀）
  - Applause！

- 麻生洋子（日语：麻生よう子）

- 新井薰子（日语：新井薫子）
  - Holiday

- 新井由美子（日语：新井由美子）

- 荒川務（日语：荒川つとむ）

- 荒木由美子

- ALMA KAMINIITO（日语：アルマカミニイト）

- Angenetts
  - （日文翻譯）

- ANNA（日语：ANNA）
  - I feel（日语：ANNA (ANNAのアルバム)）

- 杏里（日语：杏里）
  - CAT'S EYE（日语：CAT'S EYE (杏里の曲)）
MAX後來發行了同一首歌曲「CAT'S EYE（日语：CAT'S EYE (MAXの曲)）」的翻唱版本。
  - Dancing with the sunshine（日语：CAT'S EYE (杏里の曲)）
  - 16(Sixteen)BEAT（日语：16(Sixteen)BEAT）
  - LONG ISLAND BEACH（日语：WAVE (杏里のアルバム)）

- 杏里菅野（日语：アンリ菅野）
  - （日文歌詞）

- 五十嵐友
  - Face

- 五十嵐夕紀（日语：五十嵐夕紀）

- 生稻晃子

- 生澤佑一（日语：生沢佑一）
  - HOT NIGHT（日文歌詞）

- 石井明美
  - Step By Step

- 石川秀美
  - Everynight

- 石川瞳（日语：石川ひとみ）
  - （譯詞）

- 石川優子（日语：石川優子）

- 石田光

- 石野真子

- 石原侑佳

- 市井紗耶香

- 市井紗耶香 in CUBIC-CROSS（日语：市井紗耶香 in CUBIC-CROSS）

- 五木宏
  - 夜風

- 伊藤敏博（日语：伊藤敏博）

- 伊東由佳里

- 稻垣潤一（日语：稲垣潤一）
  - FAIRY（日语：小さな奇蹟）（亞伊林名義）

- 因幡晃（日语：因幡晃）

- 因幡晃 & 相田翔子

- 伊利亞（日语：奥野敦子）

- 岩井小百合（日语：岩井小百合）

- 岩崎宏美

- 岩崎良美

- 上戶彩
  - 風（日语：風 (上戸彩の曲)）

- 挽髮髻隊（日语：うしろ髪ひかれ隊）
  - Nice！（日语：うしろ髪ひかれ隊 (アルバム)）
  - Honey（日语：BAB (アルバム)）

- Wink
  - Shake it（日语：真夏のトレモロ）

- 浦部雅美
  - 噂

- 埃里克·福崎（日语：エリック・フクサキ）
  - Ai Yai Yai！

- 大木康子（日语：大木康子）

- 大久保一久（日语：大久保一久）
  - The Four Seasons

- 大瀧裕子（日语：大滝裕子）
  - A BOY
  - YOKOHAMA 24時
  - 異性

- 太田貴子（日语：太田貴子）
  - magician ～in the midnight～

- 大西結花（日语：大西結花）

- 大根夕佳（日语：大根夕佳）

- 大橋惠里子（日语：大橋恵里子）
  - 3

- 大橋純子
  - ANOTHER DAY,ANOTHER LOVE
  - MAROON PERSON
  - TEA FOR TEARS
  - 香水 -PERFUME-
  - DANCING TOWN
  - （與大橋純子共同創作）
  - I'M JUST A WOMAN（與大橋純子共同創作）
  - NIGHT OF THE LIGHTED CITY（與大橋純子共同創作）

- 大橋純子 & 美乃家Central Station（日语：美乃家セントラル・ステイション）

- 大森絹子（日语：大森絹子）
  - （與森山進治共同創作）

- 岡田奈奈

- 岡田有希子
  - Walking In The Moonlight
  - Sweet Planet

- 荻野目洋子
  - （亞伊林名義）

- 奧田圭子（日语：奥田圭子）

- 奧山佳惠（日语：奥山佳恵）
  - （奧山佳惠 & Fifteen Camp）
  - （奧山佳惠 & Fifteen Camp）

- 尾崎紀世彥
  - Love Affair

- 尾關美穗（日语：me ho）

- 海援隊（日语：海援隊 (フォークグループ)）
  - 漂流船

- 甲斐智枝美（日语：甲斐智枝美）

- 鹿賀丈史
  - Ja-nay（日语：Ja-nay）

- 影山浩宣
  - Rainy Now
  - Horizon
  - Sad Moment

- 柏原芳惠

- 葛城由紀（日语：葛城ユキ）
  - CHILDREN'S HEART

- 加藤香子（日语：加藤香子）

- 加藤紀子（日语：加藤紀子）
  - Truth

- 加藤麗子（日语：かとうれいこ）
  - LOVE MOTION～How Deep Is Your Love（日文翻譯）

- 佳山明生（日语：佳山明生）
  - 待ちわびて神戸

- 加山雄三
  - Hello！Pacific

- 狩人（日语：狩人）

- 河合奈保子
  - Twilight Dreams（日语：トワイライト・ドリーム）

- 河上幸惠（日语：河上幸恵）

- 川島直美

- 岸田智史（日语：岸田敏志）

- 北原步
  - （北原步 & OHeSo）

- 北原佐和子（日语：北原佐和子）

- 吉川晃司
  - Miss You（日语：ラ・ヴィアンローズ (吉川晃司の曲)）

- 木之內綠（日语：木之内みどり）
  - MON AMOUR, I LOVE YOU

- 木之實奈奈（日语：木の実ナナ）
  - Open Ticket
  - Baseball Fleak

- 木村惠子（日语：木村恵子）

- Canti

- 基拉拉與烏拉拉（日语：キララとウララ）

- THE KING TONES（日语：ザ・キング・トーンズ）

- 久我陽子（日语：久我陽子）
  - Let's sing a song

- 久木田美彌（日语：久木田美弥）

- 工藤綾乃（日语：工藤綾乃 (歌手)）

- 工藤靜香
  - If（日语：Again (工藤静香の曲)）
  - 橋（日语：mind Universe）
  - Superstition（日语：mind Universe）
  - Please（日语：Please (工藤静香の曲)）
  - my eyes（日语：Trinity (工藤静香のアルバム)）
  - Gong（日语：Rise me）

- 工藤夕貴
  - 幸福

- 國實百合（日语：国実百合）

- 久保田早紀（日语：久米小百合）
  - （與久保田早紀共同創作）
  - （與久保田早紀共同創作）
  - （與久保田早紀共同創作）
  - （與久保田早紀共同創作）
  - （與久保田早紀共同創作）
  - （與久保田早紀共同創作）
  - （與久保田早紀共同創作）

- 熊谷真實（日语：熊谷真実）

- 熊田曜子
  - 秋物語

- 倉澤淳美（日语：倉沢淳美）

- Crush Gals（日语：クラッシュギャルズ）
  - Run！

- 克里斯蒂娜
  - LOVE IS THE ONLY WAY

- 黑川由里（日语：黒川ゆり）

- 黑崎輝（日语：黒崎輝）

- 黑澤律子（日语：黒沢律子）
  - 涙 NO-NO-NO

- 黑BUTA ALL STARS（日语：黒BUTAオールスターズ）

- 桑名晴子（日语：桑名晴子）
  - Come on in. Coke’79

- 研直子
  - Lonely Star（日语：愛、どうじゃ。恋、どうじゃ。）
  - （日文歌詞）
  - （研直子 & LayLax名義）

- 小泉今日子

- 小出廣美（日语：小出広美）

- 鄉裕美
  - Only One Is Number One（日语：PLASTIC GENERATION）
  - 面白半分（日语：もういちど思春期）
  - I'm Sorry（日语：アスファルト・ヒーロー）
  - 純情（日语：純情 (郷ひろみの曲)）
  - （與早坂文明共同創作）

- 國府田麻理子
  - （與國府田共同創作）

- 古手川祐子（日语：古手川祐子）

- 小林彩子（日语：小林彩子）

- 小柳留美子

- 馬戲團（日语：サーカス (コーラスグループ)）
  - Come on in. Coke’79

- 西園寺環（日语：テレサ野田） & HIP
  - A Little Fat Maria
  - Lonely Soldier Boy
  - Oriental Girl
  - OKINAWA

- 西城秀樹
  - If You Love Me（日语：ファーストフライト (西城秀樹のアルバム)）

- 齊藤満喜子（日语：斉藤満喜子）
  - NO！NO！NO！

- 酒井法子
  - （亞伊林名義）
  - （亞伊林名義）
  - （亞伊林名義）

- 酒井美紀（全部以亞伊林名義）

- 上俊惠

- 原郁惠

- 口良子

- 本冬美

- 佐久間麗

- 櫻田淳子

- 櫻田宗久（日语：櫻田宗久）
  - （與櫻田宗久共同創作）
  - （與櫻田宗久共同創作）

- 佐佐木功

- 五月綠（日语：五月みどり） & Mr.Karuhazumi

- 佐藤明子（日语：さとうあき子）

- 佐藤寬之（日语：佐藤寛之）
  - NARITAI-NARENAI（日语：Hello…I Love You）

- 佐藤優樹
  - （遺作）

- 真田廣之

- 讚岐裕子（日语：讃岐裕子）

- 澤田亞矢子（日语：沢田亜矢子）

- 澤田研二
  - NOISE（日语：G.S.I LOVE YOU）
  - MAYBE TONIGHT（日语：G.S.I LOVE YOU）
  - I'LL BE ON MAY WAY（日语：G.S.I LOVE YOU）
  - SHE SAID……（日语：G.S.I LOVE YOU）
  - DIRTY WORK（日语：S/T/R/I/P/P/E/R）
  - A WONDERFUL TIME（日语：A WONDERFUL TIME）
  - SMILE（日语：NON POLICY）（日文歌詞）

- 澤田富美子（日语：沢田富美子）

- 澤田聖子
  - 卒業
  - 春眠

- 澤村美奈子（日语：沢村美奈子）

- Sundays（日语：レッツゴーヤング#サンデーズ）
  - Happy Wedding

- 椎名惠（日语：椎名恵）
  - 今夜ANGEL（日语：今夜はANGEL）（補作詞）

- 花蜆（日语：松下桂子）與海螺（日语：篠塚満由美）

- SHIZUKI
  - HAPPINESS

- 設樂理佐子（日语：三浦りさ子）
  - Marginal
  - Diamond Rain
  - Friends

- 篠原涼子

- 島田歌穗（日语：島田歌穂）
  - Loving My Soul（亞伊林名義）
  - Two Hearts（亞伊林名義）

- 島田奈美（日语：島田奈央子）
  - It’s Show Time

- 清水香織（日语：清水香織 (歌手)）
  - Blue Letter

- 志村香（日语：志村香）

- 下成佐登子（日语：下成佐登子）

- 關淑怡
  - HONG KONG SIGHT

- Juicy Fruits（日语：ジューシィ・フルーツ）
  - I.C.B.M.
  - （與柴矢俊彥共同創作）

- 翁倩玉

- Julie with The Wild Ones（日语：ザ・ワイルドワンズ）

- Jealousy

- 少女隊（全部以亞伊林名義）
  - KU·RO·O·BI MAGIC
  - KAMIKAZE 66
  - Summer Grass in Rain
  - Lady Shy
  - HANKY PANKY（日文歌詞）
  - BLACK IS BLACK（日文歌詞）
  - Lion Heart

- 野真代

- 強尼大倉（日语：ジョニー大倉） & 海灣垃圾外人部隊
  - JUNK CITY
  - SHOW TIME

- 強尼·戴維斯

- 白石麻琉美（日语：白石まるみ）
  - A Little Fall

- 白井貴子
  - Weekend（與白井貴子共同創作）

- 辛西婭（日语：南沙織）

- 杉浦幸（日语：杉浦幸）

- 杉香織（日语：杉かおり）
  - （日文歌詞）

- 杉村尚美（日语：杉村尚美）

- 杉良太郎（日语：杉良太郎）

- 鈴木雅之
  - （與CAMERON共同創作）
  - （與Kurt Jessen共同創作）

- 鈴木由香里（日语：鈴木ユカリ）
  - （補作詞）

- 史蒂芬妮（英语：Steffanie）

- Saint Four（日语：セイントフォー）

- 瀨能梓
  - I miss you（與高見澤俊彥（日语：高見沢俊彦）共同創作）
  - 秋（與高見澤俊彥共同創作）
  - Crystal Eyes
  - Horizon

- 世良公則

- Zero（日语：Zero (歌手)）

- 千堂晃穗（日语：千堂あきほ）
  - Passion Dance
  - Hungry Tiger

- 仙道敦子（日语：仙道敦子）
  - PASSION

- 園毬（日语：園まり）

- 大地真央
  - SO NICE DAY

- 高田純次（日语：高田純次） & 近藤房之助（日语：近藤房之助）

- 高田巳江（日语：高田みづえ）
  - DÔMO DÔMO（日语：硝子坂）（作詞出道作品。當時以名義）

- 高橋良明（日语：高橋良明）
  - TSURAIZE

- 高林未來（日语：高林未来）

- 高見知佳（日语：高見知佳）

- 高村亞留（日语：高村亜留）

- 太川陽介（日语：太川陽介）
  - SOLO SOLO

- 多岐川裕美（日语：多岐川裕美）
  - ADULT
  - 私…
  - 夢見心地

- 竹本孝之（日语：竹本孝之）
  - HOT
  - YAKIMOKI Night & Day

- 立花理佐（日语：立花理佐）

- 館林見晴

- 田中久美（日语：田中久美）
  - 地中海DOLL

- 田中好子

- 田原俊彥
  - 溜息DAY & NIGHT（日语：シャワーな気分）
  - In the Space
  - Summer Bride（日语：堕ちないでマドンナ）

- 田村英里子（日语：田村英里子）
  - Only Sweet Heart

- CHERISH（日语：チェリッシュ (歌手グループ)）

- 土屋香織（日语：つちやかおり）

- TUBE

- TWINZER（日语：TWINZER）
  - LEAVE ME ALONE（日语：LEAVE ME ALONE）（亞伊林名義）

- T.UTU（日语：宇都宮隆）
  - Midnight Calling You（日语：Trouble In Heaven）
  - Dance Dance Dance（日语：Dance Dance Dance (宇都宮隆の曲)）

- TM NETWORK
  - TIME（日语：CHILDHOOD'S END）

- 蒂芬妮

- 手葵

- 寺田惠子
  - Dream Again

- 刀根麻理子（日语：刀根麻理子）
  - RHAPSODY AGAIN

- 富田靖子

- 豐廣純子

- TRANZAM（日语：トランザム (バンド)）
  - Come on in. Coke’79

- 永井真理子
  - ZUTTO（日语：ZUTTO (永井真理子の曲)）
  - TIME -Song for GUNHED-（日语：TIME -Song for GUNHED-）
  - （與前田克樹共同創作）
  - Mind Your Step（日语：元気予報）
  - 親友（日语：元気予報）
  - Fight！（日语：Tobikkiri）
  - Step Step Step（日语：大好き (永井真理子のアルバム)）（與前田克樹共同創作）
  - 少年（日语：大好き (永井真理子のアルバム)）（與永井真理子共同創作）
  - Ready Steady Go！
  - （與永井真理子共同創作）
  - Way Out（日语：Catch Ball）
  - EVERYTHING（日语：ZUTTO (永井真理子の曲)）
  - Say Hello（日语：WASHING）

- 長江健次（日语：長江健次）

- 中尾美祢（日语：中尾ミエ）

- 永尾美代子
  - Sea Wind

- 中川翔子
  - Dear my saint-girl（亞伊林名義）

- 中島春美 (演員)（日语：中島はるみ (女優)）

- 中島春美 (模特兒)（日语：中島はるみ (モデル)）

- 中村步美（日语：中村あゆみ）
  - Million Nights

- 中村繁之（日语：中村繁之）
  - 瞳·Something

- 仲村知夏（日语：仲村知夏）
  - NOISE（亞伊林名義）
  - Teenage Blue（亞伊林名義）
  - Morning Paradise（亞伊林名義，與CHIKA共同創作）

- 中村雅俊
  - No Secrets（日语：瞬間の愛）

- 中森明菜
  - Blue On Pink（日语：LIAR (中森明菜の曲)）

- 中山美穗

- 長山洋子（日语：長山洋子）
  - 旅人

- 夏井圭子

- 夏木麻里

- 成清加奈子（日语：成清加奈子）

- 二名敦子（日语：二名敦子）
  - YOU MOVE ME！
  - （日文歌詞）
  - Tonight My Love（日文歌詞）
  - Soldier Fish
  - PH-8
  - April Shadow
  - Icebox&Movie
  - Atlanta June（日文歌詞）

- 西田光
  - Seven Wonders
  - Dear My Soul（日语：24 two-four）

- 西村朋紘
  - Lonely Blood

- 西村知美
  - （亞伊林名義）

- 新田一郎（日语：新田一郎 (ミュージシャン)）
  - WONDERFUL NIGHT
  - 原宿心中
  - 福助

- 新田純一（日语：新田純一）
  - Hop·Step·愛
  - Heart Breaker
  - Pop Story
  - Sweet Stadium

- 野口五郎
  - 愁雷（日语：愁雷）
  - （日文歌詞）

- 能瀨慶子（日语：能瀬慶子）
  - 美少女時代
  - （前奏曲）

- 朴容夏

- 橋本美加子（日语：橋本美加子）

- 初美、仁美

- 帕蒂

- 濱田省吾（日语：浜田省吾）
  - 幻想庭園

- 濱田朱里（日语：浜田朱里）
  - 椅子
  - Sincerely

- 早川惠
  - Midnight Rambler

- 林明日香
  - 道草

- 早瀨優香子（日语：早瀬優香子） with 渡邊裕之
  - （譯詞）

- 早見優
  - Love Light（日语：Love Light (早見優の曲)）（日文歌詞）
  - Summer Holy Night（日语：LANAI）
  - You and Me（日语：Dear (早見優のアルバム)）
  - Teenage Blue（日语：COLORFUL BOX）
  - Yes, you win！（作詞：三浦德子，作曲：小林亞星（日语：小林亜星），編曲：若林惠，歌：早見優）阪急勇士（現：歐力士野牛）的應援歌曲
  - Let's make a memory（日语：Sincerely (早見優のアルバム)）
  - Yesterday Dreamer（日语：Yesterday Dreamer）

- 原田知世

- 原田芳雄
  - （日文詩詞）
  - TWO（日文詩詞）

- 原真祐美（日语：原真祐美）
  - Bye,Bye,September（日语：Bye,Bye,September）

- 原惠（日语：原めぐみ）（原江梨子）

- BEERS

- PIΛS（日语：刀根麻理子）

- 久石讓
  - Night City

- Bitter & Sweet（日语：Bitter & Sweet (音楽ユニット)）
  - 月蝕（日语：誰にもナイショ/月蝕）

- Hide & Rosanna（日语：ヒデとロザンナ）

- Be-2（日语：キャプテン (アイドルグループ)#Be-2としての活動）
  - （譯詞）
  - FANTASY BOY（譯詞）
  - SUGAR BOY ～SUGAR TOWN～（譯詞）

- BIBI（日语：早坂あきよ）
  - 一千一秒物語

- 姬乃樹理香（日语：姫乃樹リカ）
  - Marbles

- Beauty Pair（日语：ビューティ・ペア）

- 日吉咪咪（日语：日吉ミミ）

- PINK SAPPHIRE（日语：PINK SAPPHIRE）
  - （亞伊林名義）
  - （亞伊林名義）

- 粉紅淑女
  - BY MYSELF（日语：うたかた (ピンク・レディーの曲)）

- BOOBYS

- 福永惠規（日语：福永恵規）

- 藤谷美紀

- 藤真利子（日语：藤真利子）

- 舟倉環（日语：舟倉由佑子）
  - Baby, yes I do

- Brothers 5（日语：ブラザーズ5）
  - （日文歌詞）
  - Lady Greensleeves（日文歌詞）
  - （日文歌詞）

- 陳慧嫻

- 邊見繪美里（日语：辺見えみり）

- 星野由妃（日语：星野由妃）

- Poppins（日语：ポピンズ (アイドルグループ)）
  - （亞伊林名義）

- 堀內孝雄（日语：堀内孝雄）

- 堀智榮美
  - 東京Sugar Town（日语：東京Sugar Town）

  - 《夢千秒（日语：夢千秒）》收錄

  - 收錄

  - 《Strawberry Heart（日语：Strawberry Heart）》收錄
    - Winds

  - 《夢想的延續（日语：夢の続き (堀ちえみのアルバム)）》收錄
    - Come on！Love Machine

  - 《glory days（日语：glory days (堀ちえみのアルバム)）》收錄

- 瑪格麗特·波

- AiM（前田愛）
  - I wish

- 牧野安娜
  - Heart

- 町田義人（日语：町田義人）
  - 風物語

- 松崎茂（日语：松崎しげる）
  - WONDERFUL MOMENT（日语：WONDERFUL MOMENT）
  - Together
  - （日文歌詞）
  - You're So Good For Me（日文歌詞）
  - （日文歌詞）
  - （日文歌詞）
  - （亞伊林名義）

- 松下里美（日语：松下サトミ）

- 松田聖子
  - SQUALL（日语：SQUALL (松田聖子のアルバム)）
  - 潮騒（日语：SQUALL (松田聖子のアルバム)）
  - North Wind（日语：North Wind (アルバム)）
  - Only My Love（日语：North Wind (アルバム)）
  - Je t'aime（日语：Silhouette (松田聖子のアルバム)）

- 松原美紀
  - His Woman（日语：POCKET PARK）
  - Jazzy Night（日语：Who are you? (松原みきのアルバム)）
  - ONE WAY STREET（日语：―Cupid―）
  - ―Cupid―（日语：―Cupid―）
  - ONE SUMMER NIGHT（日语：―Cupid―）
  - DREAM IN THE SCREEN（日语：―Cupid―）（與松原美紀共同創作）

- 松本千枝子（日语：松本ちえこ）

- 松本典子

- 間宮貴子

- 黛順（日语：黛ジュン）

- 真弓倫子（日语：真弓倫子）

- 瑪琳（英语：Marlene (Japanese singer)）

- 萬田久子（日语：萬田久子）

- MIE

- 南青山少女歌劇團（日语：南青山少女歌劇団）
  - SATURDAY NIGHT（英语：Saturday Night (Bay City Rollers song)）（日文譯詞）（亞伊林名義）

- 南佳孝（日语：南佳孝）
  - （與松本隆（日语：松本隆）共同創作）

- 三原順子
  - Swinger

- 宮內淳（日语：宮内淳）

- 宮崎美子

- 宮里久美（日语：宮里久美）
  - 自分自身

- 宮前由紀（日语：宮前ユキ）
  - （譯詞）

- 宮本典子

- 武藤彩未

- 村上綾歌（日语：村上綾歌）
  - （日文歌詞）

- Melody（日语：Melody (アイドルグループ)）

- - The MOTOR SPORTS MUSIC

- 桃井薰
  - 東京慕情

- 森川美穗

- 森川由加里（日语：森川由加里）

- 森口博子
  - BE FREE（日语：サムライハート）
  - Seven Daffodils（日语：TRANQUILITY）（亞伊林名義）
  - What a handsome woman！（日语：TRANQUILITY）（亞伊林名義）

- 森惠
  - （譯詞）

- 森山良子

- 八神純子（日语：八神純子）
  - （與八神共同創作）
  - 漂流（日语：パープルタウン 〜You Oughta Know By Now〜）
  - Touch you, tonight（日语：Touch you, tonight）

- 安田純子

- 柳喬治（日语：柳ジョージ）
  - I Love You So（日语：Raw (柳ジョージのアルバム)）（亞伊林名義）
  - Come on in. Coke’79（柳喬治 & RAINY WOOD）

- 矢野有美（日语：矢野有美）

- 山縣壽美子（日语：やまがたすみこ）

- 山口香（日语：山口かおり）

- 山口弘美（日语：山口弘美）

- 山徹
  - Dream Dream Dream

- 山下久美子（日语：山下久美子）
  - LOVIN' YOU（日语：LOVIN' YOU (山下久美子の曲)）
  - He's a Lonely Guy（日语：and Sophia's back）

- 山瀨真巳（日语：山瀬まみ）

- 山田邦子（日语：山田邦子）
  - LaLaLaLa LaLaLa

- 山中澄佳（日语：山中すみか）

- 山本淳一（日语：山本淳一）
  - Flower Girl ～Tea for Two～（日语：Pocket Album -7つの星-）

- 山本理沙（日语：山本理沙）
  - Lonely Lion

- 梁秀敬

- 橫須賀昌美（日语：横須賀昌美）
  - Breathless
  - Y

- 橫山美幸（日语：横山みゆき）
  - Lonely Morning

- 吉野千代乃（日语：吉野千代乃）

- 吉本新喜劇（日语：吉本新喜劇）All-Stars

- 米光美保（日语：米光美保） featuring KRYZLER & KOMPANY（日语：クライズラー&カンパニー）
  - （日文歌詞）

- Ricardo

- ribbon（日语：ribbon）

- 魯賓

- LAZY（日语：レイジー）
  - MY ANGEL
  - HOTEL
  - Free
  - STOP THE MUSIC
  - WE ARE STAR

- Lady oh！（日语：Lady oh!）

- 鷲尾依沙子（日语：鷲尾いさ子）
  - （譯詞）
  - （譯詞）
  - （譯詞）

- 和田現子

- 和田加奈子
  - SUNDAY BRUNCH
  - Be My J-Boy

- 渡邊典子

- 渡邊真知子（日语：渡辺真知子）

- 渡邊未央
  - （與松田奈奈共同創作）

- 渡邊美奈代
  - （補作詞）

### 早安家族相關
- ANGERME/Smileage
  - （亞伊林名義）
  - （亞伊林名義）

- 飯田圭織

- ODATOMO（日语：SATOYAMA movement#SATOYAMA SATOUMI movement）

- 音樂Gatas

- Country Girls
  - （與艾瑞克·福崎（日语：エリック・フクサキ）共同創作）

- ℃-ute

- 玉蘭花工廠

- Juice=Juice
  - Ça va？Ça va？
  - Good bye & Good luck！

- Sexy Otona Chan（日语：シャッフルユニット#2005年：優雅ユニット）

- 嗣永桃子

- 椿木工廠

- Hello！Pro研修生

- Peaberry（日语：ピーベリー (音楽ユニット)）

- 美勇傳

- BEYOOOOONDS

- Buono！
  - co·no·mi·chi
  - MY BOY
  - Take It Easy!
  - Bravo☆Bravo
  - Our Songs

- 松浦亞彌

- 真野惠里菜
  - 《FRIENDS》收錄
    - OSOZAKI娘

  - 
    - 花言葉

  - 《MORE FRIENDS》收錄
    - Tomorrow
    - Ambitious Girls

  - 《More Friends Over》收錄
    - Glory days
    - I have a dream

  - 《BEST FRIENDS》收錄

- 哈密瓜紀念日
  - 《THE 二枚目（日语：THE 二枚目）》收錄

- 早安少女組。'15
  - （與兒玉雨子（日语：児玉雨子）共同創作）

### 傑尼斯事務所（現STARTO ENTERTAINMENT）相關
- 苦柿隊
  - （布川敏和獨唱歌曲）
  - （本木雅弘獨唱歌曲）

- 少年隊
  - 封印LOVE（日语：封印LOVE）（亞伊林名義）

- 錦織一清
  - （亞伊林名義）

- 光（內海光司（日语：内海光司）、大澤樹生（日语：大沢樹生））
  - PENTHOUSE WEDDING（日语：Hello…I Love You）（亞伊林名義）

- 光GENJI
  - Rabbit Train（日语：Cool Summer）
  - AMATERASU（日语：(333) Thank You）
  - FLOWER OF MY HEART（日语：VICTORY (アルバム)）
  - Moon Talk（日语：SPEEDY AGE）

- 光GENJI SUPER 5
  - Angelic Day（日语：Someone Special）
  - Festival Tour（日语：See You Again (光GENJIのアルバム)）

- Sexy Zone
  - King & Queen & Joker（日语：King & Queen & Joker）
  - 男 never give up（日语：男 never give up）
  - Make my day（日语：Make my day）
  - Hey you！（日语：Sexy Power3）
  - Easy come！Easy go！Easy love！（日语：Welcome to Sexy Zone）
  - Tokyo Hipster（日语：POP×STEP!?）

- A.B.C-Z
  - Smiling Again（日语：Moonlight walker）
  - （與淺利進吾（日语：浅利進吾）共同創作）

### 動畫歌曲
- 六神合體Godmars
  - （浦一帆）
  - （樋浦一帆）
  - Birthday City（川原田新一）
  - （川原田新一）
  - （三矢雄二、水島裕）
  - （水谷優子）

- 聖戰士鄧拜音
  - （小出廣美（日语：小出広美））
  - （小出廣美）

- 宇宙再生人
  - （鹿取容子（日语：鹿取洋子））
  - 約束（鹿取容子）
  - WALKING IN THE SUN（鹿取容子）

- 機甲界加里安
  - （EUROX）
  - （EUROX）

- 鎧傳
  - （浦西真理子）
  - （森口博子）
  - BE FREE（森口博子）
  - Lonely Blood（西村智博）
  - Cool Moon（竹村拓、中村大樹）
  - （SAMURAI BOYS & GIRLS（草尾毅、竹村拓、中村大樹、佐佐木望、西村智博、日下部香織（日语：日下部かおり）、若本規夫、岡繁藏））
  - （SAMURAI BOYS & GIRLS（草尾毅、竹村拓、中村大樹、佐佐木望、西村智博、渡邊久美子、日下部香織））
  - RAINBOW PARADISE（SAMURAI BOYS & GIRLS （草尾毅、竹村拓、中村大樹、佐佐木望、西村智博、渡邊久美子、日下部香織））
  - （小杉十郎太、梁田清之、松本保典、二又一成）

- 機器勇士 克羅諾斯的大逆襲
  - （馬丁）
  - （渡邊繪麻）
  - ENDLESS（馬丁）
  - （渡邊繪麻）

- 北斗神拳
  - （神谷明）
  - （山本百合子）

- 名偵探福爾摩斯
  - （DA CAPO（日语：ダ・カーポ (歌手グループ)））
  - （DA CAPO）

- 福星小子2：綺麗夢中人
  - （松谷祐子）

- 你好！珊蒂貝爾（日语：ハロー!サンディベル）
  - （堀江美都子）
  - （堀江美都子）
  - （堀江美都子）
  - （堀江美都子）

- 魯邦三世：再見搭檔（日语：ルパン三世 グッバイ・パートナー）
  - （澤城美雪）

- 魯邦三世：再見，自由女神。危機一刻！（日语：ルパン三世 バイバイ・リバティー・危機一発!）
  - （慶田朱美）

- 魯邦三世：海明威手稿之謎（日语：ルパン三世 ヘミングウェイ・ペーパーの謎）
  - He's Gone（與琳達·亨利克（日语：リンダ・ヘンリック）共同創作）（木原美智子）

- 魯邦三世：俄羅斯之戀（日语：ルパン三世 ロシアより愛をこめて）
  - Golden Game（柴田初美（日语：しばたはつみ））

- 勝利女排（日语：アタッカーYOU!）
  - （加茂晴美）
  - TWINKLE TWINKLE（加茂晴美）

- 超級娃娃戰士★莉卡
  - （櫻井智）

### NHK教育相關
- 母子電視繪本（日语：てれび絵本）

- 躲貓貓！

- 與媽媽同樂（日语：おかあさんといっしょ）

- 來玩日語吧（日语：にほんごであそぼ）
  - （亞伊林名義）
  - （亞伊林名義）
  - TOBALI（亞伊林名義）

## 腳註